# Edward Arthur Walton
Pour les articles homonymes, voir Walton.
Edward Arthur Walton, né le 15 avril 1860 à Barrhead et mort le 18 mars 1922 à Édimbourg, est un peintre écossais.
Spécialiste des paysages et des portraits, il est lié à l'école de peinture de Düsseldorf.

## Œuvre

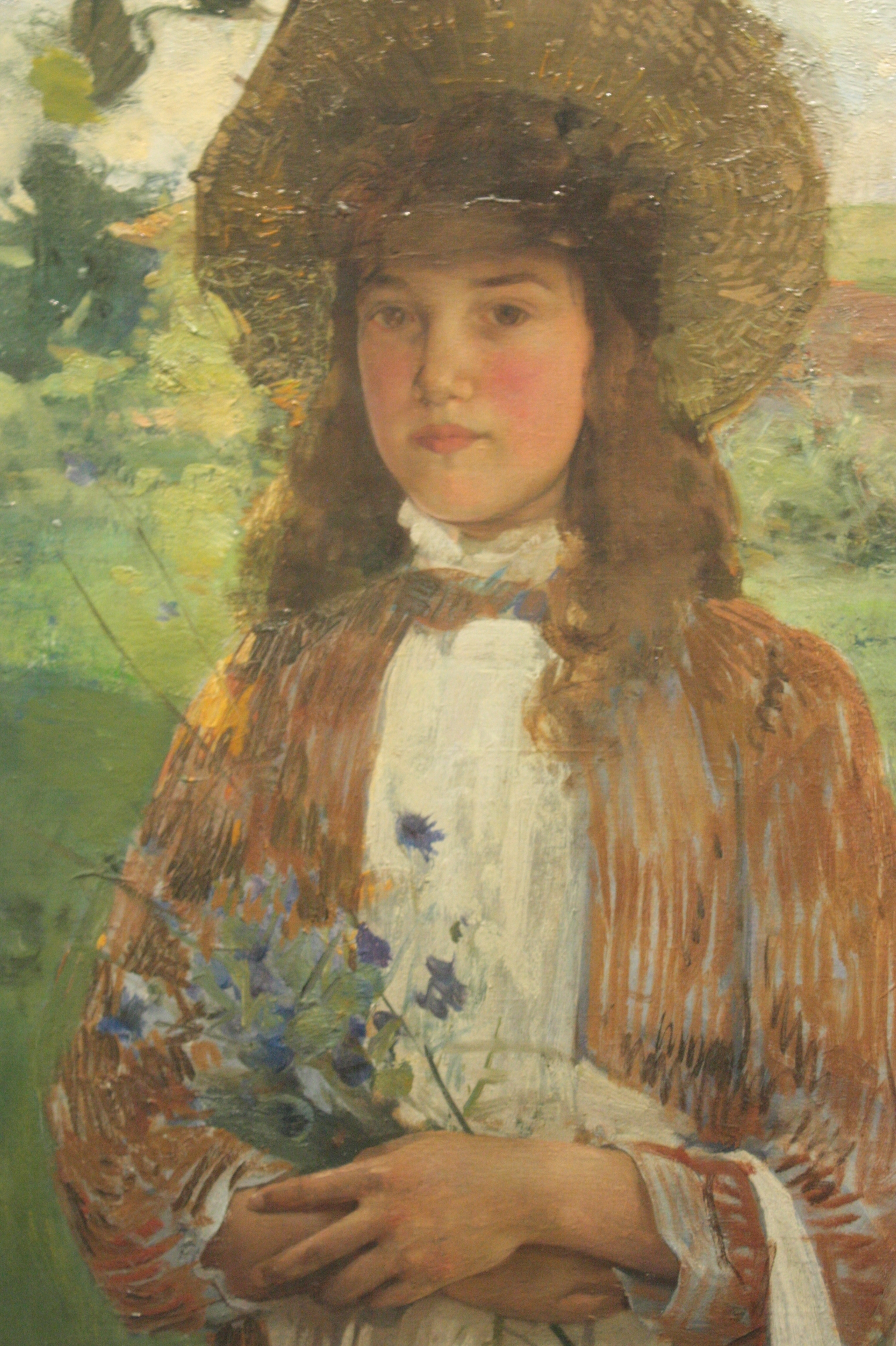
Bluette, 1891.
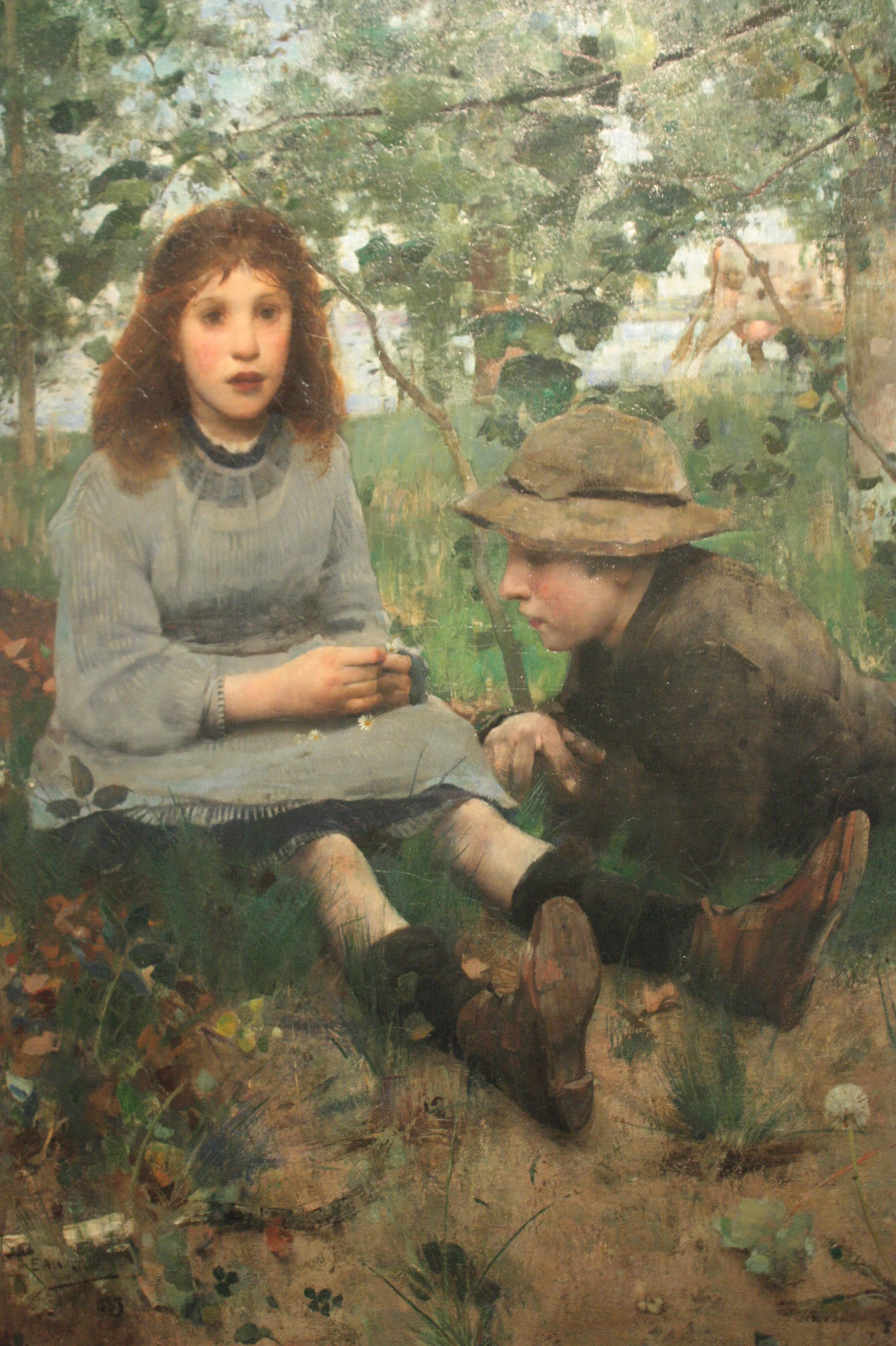
A Daydream, 1885.
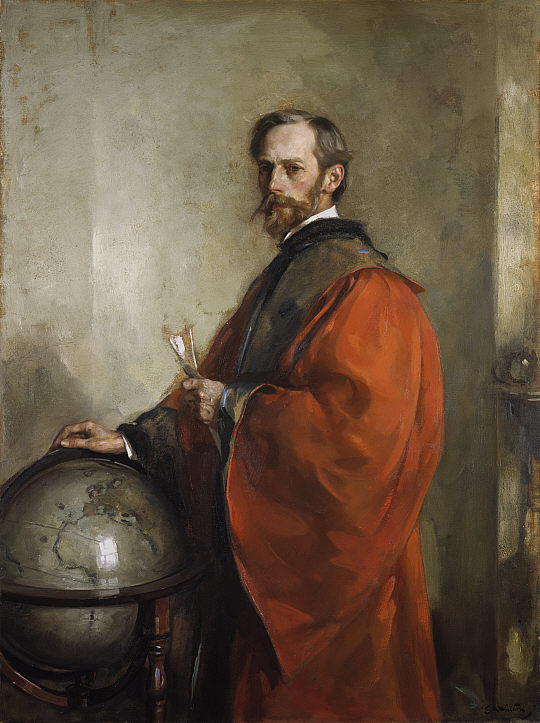
John George Bartholomew, 1911.
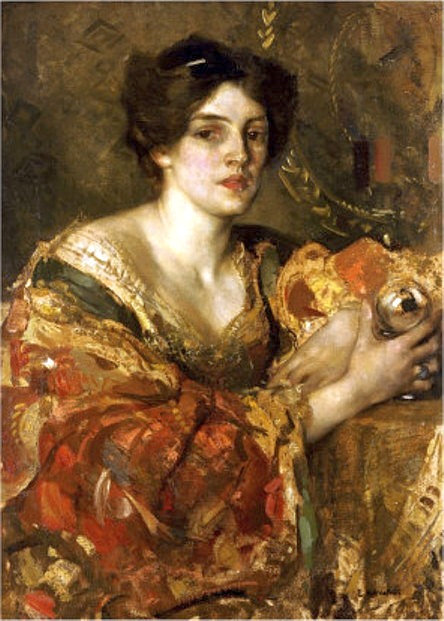
Miss Jane Aitken
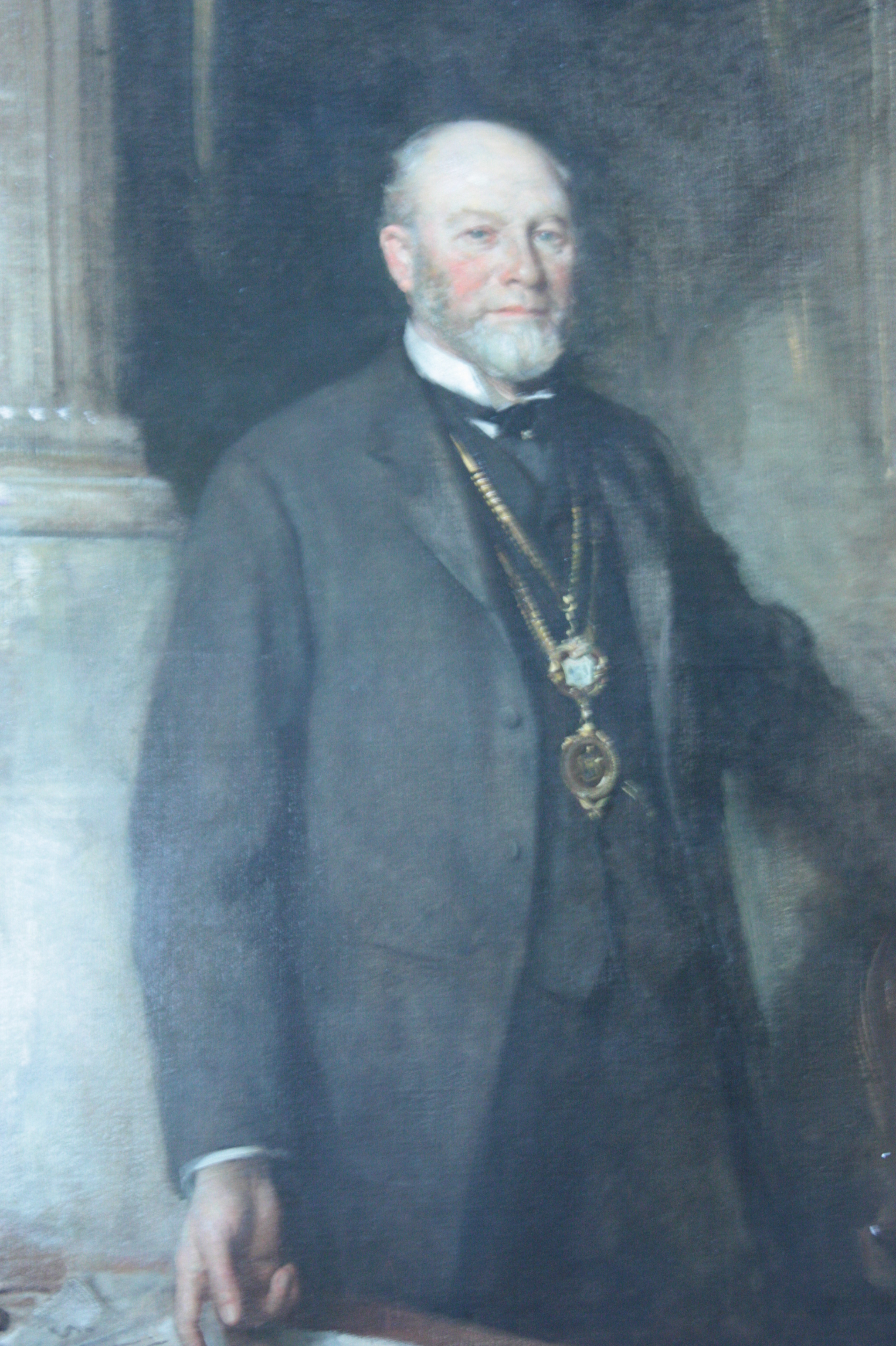
James Laidlaw Ewing, c. 1910.